# Proconura eurygena
Proconura eurygena är en stekelart som beskrevs av Liu 2001. Proconura eurygena ingår i släktet Proconura och familjen bredlårsteklar. Inga underarter finns listade i Catalogue of Life.